# Dedoplistskaro
Dedoplistskaro (en georgiano: დედოფლისწყარო, lit. 'manantial de la Reina') es una ciudad en el sureste de Georgia, ubicada en el sureste de la región de Kajetia y capital del municipio homónimo.

## Geografía
Dedoplistskaro se ubica en la llanura de Shiraki de la esquina suroriental del país, unos 50 km al sureste de Telavi y a 120 km de Tiflis.El parque nacional de Vashlovani también se encuentra dentro del distrito de Dedoplis Tskaro.

### Clima
Dedoplistskaro tiene un clima subtropical moderadamente húmedo, con inviernos moderadamente fríos y veranos largos y cálidos.

## Historia
El lugar se mencionó por primera vez en los anales medievales como un puesto militar establecido por el rey David IV de Georgia (1089-1125). La tradición relaciona su nombre, que literalmente significa "el manantial de la reina", con la reina Tamara (1184-1213). 
Después de la anexión de Georgia, los rusos establecieron un fuerte militar en 1803 para defenderse del área atacada por los rebeldes de Daguestán y cambiaron el nombre de la aldea a Tsarskie Kolodtsi (en ruso: Царские Колодцы, lit. 'pozos reales'). En 1869, los empresarios alemanes Carl Heinrich von Siemens y Ernst Werner von Siemens establecieron una refinería de petróleo cerca del pueblo que funcionó hasta mediados de la década de 1870.Siemens plantó los primeros pozos de petróleo antes en Dedoplistskaro que en Bakú, y aquí, por primera vez en el Imperio ruso, construyó una refinería de petróleo, donde también se fabricaba asfalto a partir de desechos de petróleo.
La aldea conservó sus instalaciones militares y una gran guarnición durante la breve independencia de Georgia de 1918 a 1921. Dedoplistskaro fue tomada por las fuerzas invasoras rusas soviéticas después de horas de intensos combates con las tropas georgianas el 18 de febrero de 1921. El comandante ruso Piotr Kurishko murió en esta batalla.
El gobierno soviético cambió el nombre a Tsiteltskaro (en georgiano: წითელწყარო, lit. 'primavera roja'). El 28 de diciembre de 1938, el pueblo de Tsitelitskaro recibió el estatus de asentamiento de tipo urbano y se le otorgó el estatus de ciudad en 1963. En 1991, se restauró el nombre histórico de Dedoplis Tskaro. 

## Demografía
La evolución demográfica de Dedoplistskaro entre 1939 y 2023 fue la siguiente:
| 4553                                            | 8492 | 9026 | 9460 | 10 249 | 7628 | 5940 | 5602 |
| (Fuente: Population of Georgia in Soviet times) |      |      |      |        |      |      |      |

Históricamente, la población de Dedoplistskaro ha sido mayoritariamente georgiana aunque históricamente tuvo una importante minoría rusa.
|              | 1959      | 1959       | 2014      | 2014       |
| Grupo étnico | Población | Porcentaje | Población | Porcentaje |
| ------------ | --------- | ---------- | --------- | ---------- |
| Georgianos   | 4511      | 53,1%      | 5406      | 91,01%     |
| Rusos        | 2730      | 32,1%      | 166       | 2,79%      |
| Armenios     | 727       | 8,6%       | 246       | 4,14%      |
| Azeríes      | 103       | 1,2%       | 63        | 1,06%      |
| Griegos      | 31        | 0,4%       | 18        | 0,30%      |
| Ucranianos   | 240       | 2,8%       | 13        | 0,22%      |
| Kurdos       | 32        | 0,4%       | -         | -          |
| Judíos       | 18        | 0,2%       | -         | -          |
| Osetios      | 14        | 0,4%       | -         | -          |
| Total        | 8492      | 100%       | 5940      | 100%       |

## Economía
La piedra caliza se extrae y procesa cerca de Dedoplistskaro. En la ciudad también hay empresas de alimentación y de industria ligera.

## Infraestructura

### Arquitectura, monumentos y lugares de interés
La ciudad tiene un museo de historia local y en 2005 se construyó en la ciudad la catedral de la Asunción. Las ruinas de la fortaleza medieval de Jornabuyi se encuentran cerca de la ciudad. 

### Transporte
La carretera regional a Dedoplistskaro se bifurca en Chalaubani, no lejos de Signagui, de la carretera nacional S5, que une Tiflis con la frontera con Azerbaiyán en Lagodeji, y discurre a lo largo del flanco suroeste de la cordillera de Gombori. Dedoplistskaro es el punto final de una línea ferroviaria que se inauguró en 1951, que se bifurca de la ruta Tiflis-Telavi (sin servicio desde 1992).

## Personas destacadas
- Oleksi Arestovich (1975): bloguero, actor, columnista político y militar ucraniano, ex oficial de la Dirección General de Inteligencia.

## Galería

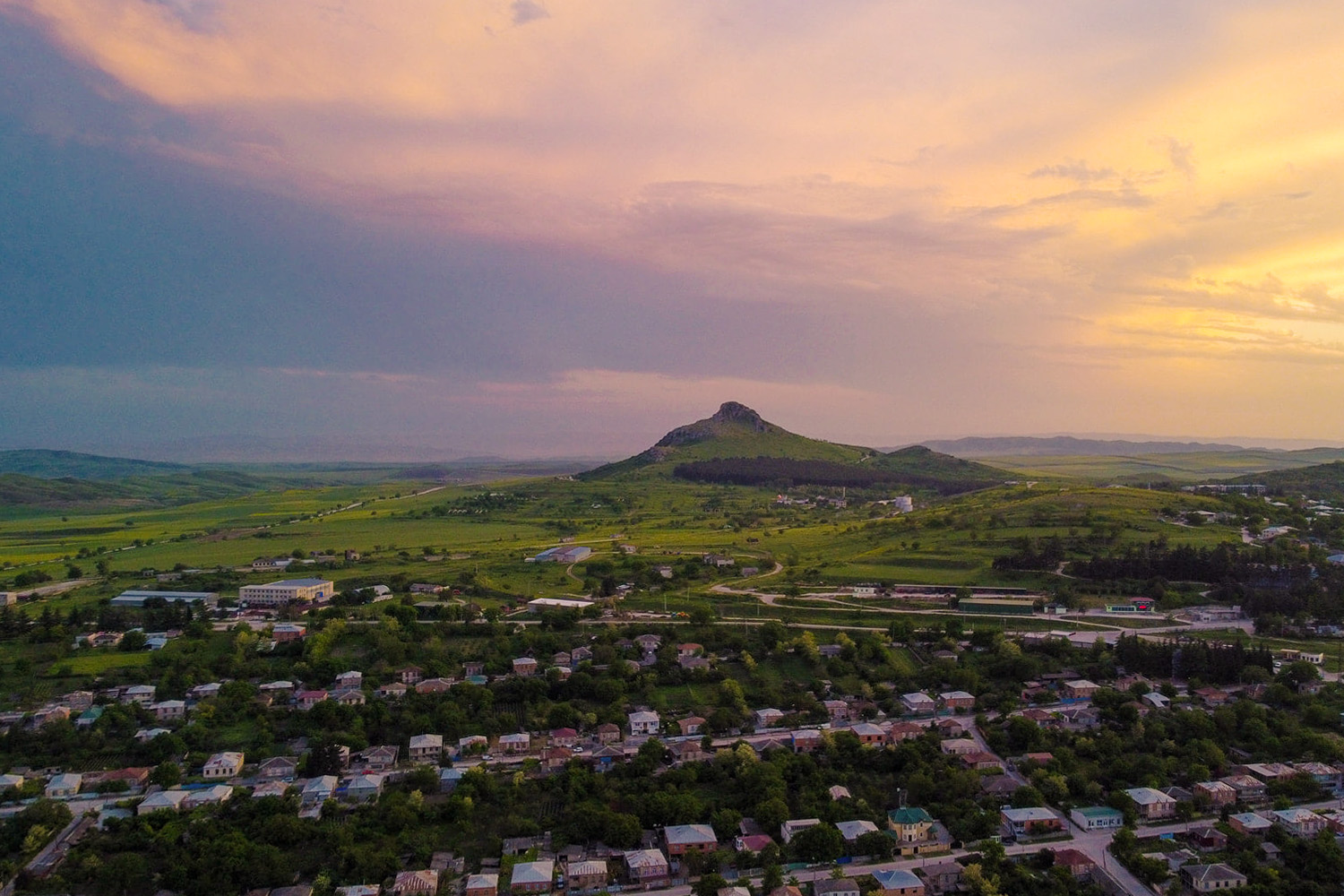
Atardecer en Dedoplistskaro y monte Ilia
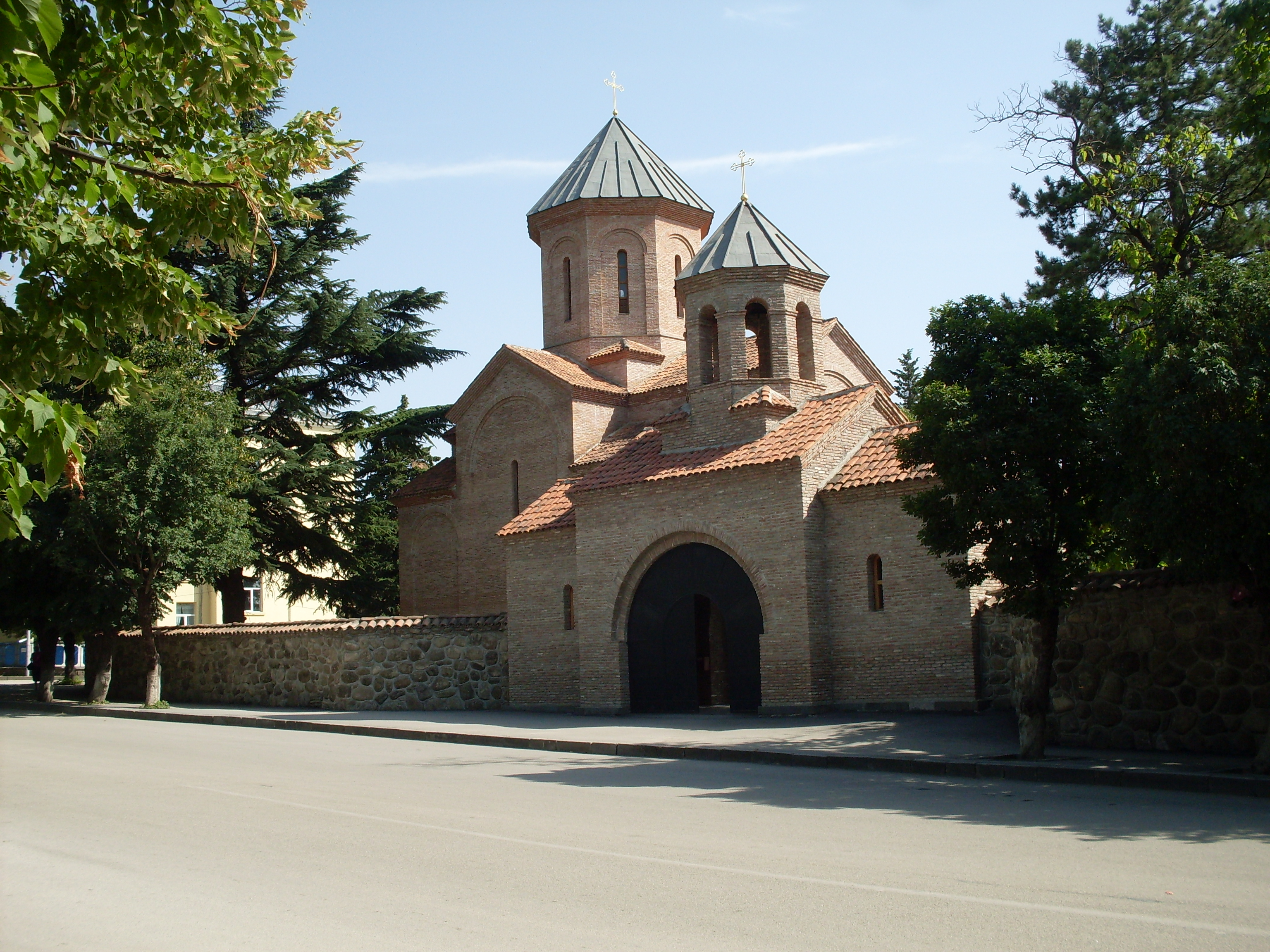
Iglesia en la localidad.